# عیسی شریفی
عیسی شریفی دارانی نظامی سابق ایرانی است که معاونت هماهنگی امور مناطق شهرداری تهران را از مهر ۱۳۸۶ تا اردیبهشت ۱۳۹۶ پس از سردار فرهاد یعقوبی قزوینی ( سرداری که نامش در اسناد افشا شده پاناما آمده ) [9][10] بر عهده داشت و به «شهردار در سایه» ملقب شده بود. گفته می‌شود در دوران جنگ ایران و عراق از فرماندهان نیروی هوایی سپاه بوده‌است. او به مدت ۱۲ سال قائم مقام و معاون قالیباف در شهرداری تهران بوده‌است. او دو بار زمانی که محمدباقر قالیباف برای ریاست جمهوری نامزد شد، سرپرستی شهرداری تهران را برعهده گرفته بود. وی به به دلیل پرونده «فساد مالی هزاران میلیارد تومانی» در زمان مدیریت شهری خود معروف شده‌است.

## تاریخچه فساد مالی
شریفی پس از مشخص شدن نتایج انتخابات شورای شهر و ریاست جمهوری در سال ۹۶، با آغاز صحبت از فساد در شهرداری تهران، در اواخر دوره قالیباف از شهرداری تهران استعفا داد و کمی بعد شورای شهر چهارم از او تقدیر کرد. بلافاصله او از ایران خارج شد. اعضای وقت شورای شهر گفتند که ماجرا مربوط به بیماری فرزند اوست اما برخی از فرار شریفی به خاطر مسایل مالی حرف زدند. دلایل ورود دوباره او به ایران مشخص نیست، اما پس از ورود اتهامات مالی بازداشت و کمی بعد با وثیقه‌ای «سنگین» آزاد شد.
دومین بار در شهریور ۱۳۹۶، سخنگوی وقت قوه قضاییه بازداشت عیسی شریفی به اتهام مالی را تأیید کرد. بعدتر دادستان نظامی تهران هم اتهام این مقام ارشد شهرداری را «مالی» عنوان کرد. صبح روز سه‌شنبه چهارم تیر ۱۳۹۸ رسانه‌های داخلی در ایران گزارش‌هایی دربارهٔ اعدام عیسی شریفی منتشر کردند. اما بعد برخی از رسانه‌ها به نقل از یک منبع آگاه در سازمان قضایی نیروهای مسلح گزارش کردند پرونده او در مرحله صدور کیفرخواست است و اتهامش «جاسوسی.» هیچ منبع رسمی اما این ادعا را تأیید نکرد.
نام وی با پرونده املاک نجومی شهرداری هم گره خورده بود، زمین‌ها و خانه‌هایی که با مبلغی بسیار کمتر از ارزش واقعی در اختیار شماری از مقامات دولتی و نظامی و قضایی ایران قرار گرفت. به علاوه پس از انتخاب شورای شهر پنجم، زمانی که گزارش‌هایی مبنی بر حضور «چهار هزار حقوق‌بگیر غیرقانونی» در شهرداری جنجالی شد، این انتقاد مطرح شد که اساساً در ساختار اداری شهرداری سمت عنوان قائم مقام تعریف نشده‌است، هرچند آقای شریفی معاونت امور مناطق شهرداری را هم بر عهده داشت.
اواخر خرداد سال ۱۳۹۷ که محمود میرلوحی، یکی از اعضای شورای شهر، جزئیات دیگری دربارهٔ این پرونده ارایه کرد و گفت: ایشان (شریفی) آذر ماه سال گذشته به قید وثیقه آزاد و دوباره دستگیر شد اما هنوز ما نمی‌دانیم که چه اتفاقی برایش افتاده‌است. این پرونده مفصل است و موضوع بر سر یک یا دو میلیارد نیست بلکه پای هزاران میلیارد تومان در میان است. هزاران میلیارد تومانی که تحت عناوین مختلفی همچون همکاری و وساطت برای تأمین منابع قرق شده‌است.
به گفته محسن هاشمی این پرونده با دستور رهبر ایران به ستاد کل نیروهای مسلح واگذار شده‌است. او در ۱۵ تیرماه ۹۷ خبر داد که با دستور رهبر جمهوری اسلامی، رئیس ستاد کل نیروهای مسلح ایران مسئول رسیدگی به پرونده اتهام «فساد مالی ده هزار میلیارد تومانی» عیسی شریفی شده و پنج نفر در این زمینه بازداشت شده‌اند. اما طی اطلاعیه ستاد کل نیروهای مسلح این خبر تکذیب و اعلام شد که تمام مراحل دادرسی و قضایی زیر نظر رئیس قوه قضاییه انجام شده‌است.
سخنگوی قوه قضائیه ایران روز سه‌شنبه ۲۰ خرداد اعلام کرد که تاکنون ۴۰ جلسه دادگاه پرونده عیسی شریفی برگزار شده‌است. همچنین گفته شده‌است که ۸ نفر دیگر نیز در این پرونده بازداشت شده‌اند.
بهرحال مبالغ بسیار سنگینی در پرونده عیسی شریفی مطرح شده‌است اما اخیراً حکم ایشان توسط دادگاه نظامی صادر و مبلغ محکومیت وی ۴۸۰ میلیارد تومان و برابر همین مبلغ جزای نقدی و ۲۰ سال محکومیت حبس تعزیری تعیین شده‌است که با توجه به اعتراض وی پرونده به شعبه یکم دیوان عالی کشور ارجاع گردیده‌است.
در تاریخ ۲۷ اسفند ۱۳۹۹، رای صادره توسط دادگاه به تأیید دیوان عالی کشور رسید. بر این اساس عیسی شریفی به جرم مشارکت در کلاهبرداری باندی، مشارکت در پولشویی و برداشت و تصاحب غیرقانونی وجوه محکوم شد. حکم وی عبارت است از: ۲۰ سال حبس تعزیری، جزای نقدی و استرداد وجوه تحصیلی.